# Christopher Telo
Christopher Telo, född 4 november 1989 i London, är en svensk fotbollsspelare som senast spelade för IFK Norrköping. Han har en brasiliansk far och en svensk mor.

## Karriär
Telos moderklubb är Kimstad GoIF. I oktober 2015 förlängde han sitt kontrakt med IFK Norrköping över säsongen 2017.
I juli 2017 blev det klart att han bytt klubb till Molde FK i norska Eliteserien.
Den 27 juli 2019 blev det officiellt att Telo värvats tillbaka till IFK Norrköping.
6 november 2023 meddelade IFK Norrköping att Telo lämnar klubben efter säsongen 2023.